# Рябцев, Анатолий Гаврилович
Анатолий Гаврилович Рябцев (18 июня 1940, Курская область — 2 ноября 2022) — советский городошник и тренер. Заслуженный мастер спорта СССР (1970).

## Биография
Анатолий Рябцев родился 18 июня 1940 года в Курской области.
В 1958 году начал заниматься городками. Выступал в соревнованиях за московские ВМФ и «Зенит». Тренировался под началом Юрия Цицинова.
Восемь раз становился чемпионом СССР: по четыре раза в личном (1964, 1968—1970) и командном (1972, 1976, 1980, 1982) зачёте. Семь раз выигрывал серебряные медали: в 1977 году в личном зачёте, в 1960—1961, 1974, 1978—1979 и 1981 годах в командном. Четырежды был бронзовым призёром: в 1961 и 1971 годах в личном зачёте, в 1973 и 1977 годах в командном.
Заслуженный мастер спорта СССР (1970).
В 1965 году окончил Московский машиностроительный техникум.
С 1970 года совмещал выступления с тренерской работой. Среди его воспитанников — Владимир Ромашин, Александр Буланов, В. Клюев, Виктор Медведев, В. Лубган, К. Ермолович.
Занимался судейством соревнований. Судья республиканской категории (1976).
В 1987—1998 годах был председателем Красноярской краевой федерации городошного спорта.
Умер 2 ноября 2022 года. Похоронен на Шинном кладбище Красноярска.